# My Impossible Dream
My Impossible Dream är en låt framförd av Glennis Grace. Den är skriven av Robert D. Fisher och Bruce Smith.
Låten var Nederländernas bidrag i Eurovision Song Contest 2005 i Kiev i Ukraina. I semifinalen den 19 maj slutade den på fjortonde plats med 53 poäng vilket inte var tillräckligt för att gå vidare till finalen.